# Mistrovství Evropy v basketbalu žen 2019
37. mistrovství Evropy v basketbalu žen se konalo ve dnech 27. 6. – 7. 7. 2019 v Lotyšsku a Srbsku. 
Turnaje se zúčastnilo 16 týmů, rozdělených do čtyř čtyřčlenných skupin. První družstvo postoupilo přímo do čtvrtfinále, družstva na druhém a třetím hrály kvalifikaci o čtvrtfinále. Titul mistra Evropy získalo Španělsko, na druhém místě byla Francie a jako třetí skončilo Srbsko. 

## Pořadatelská města

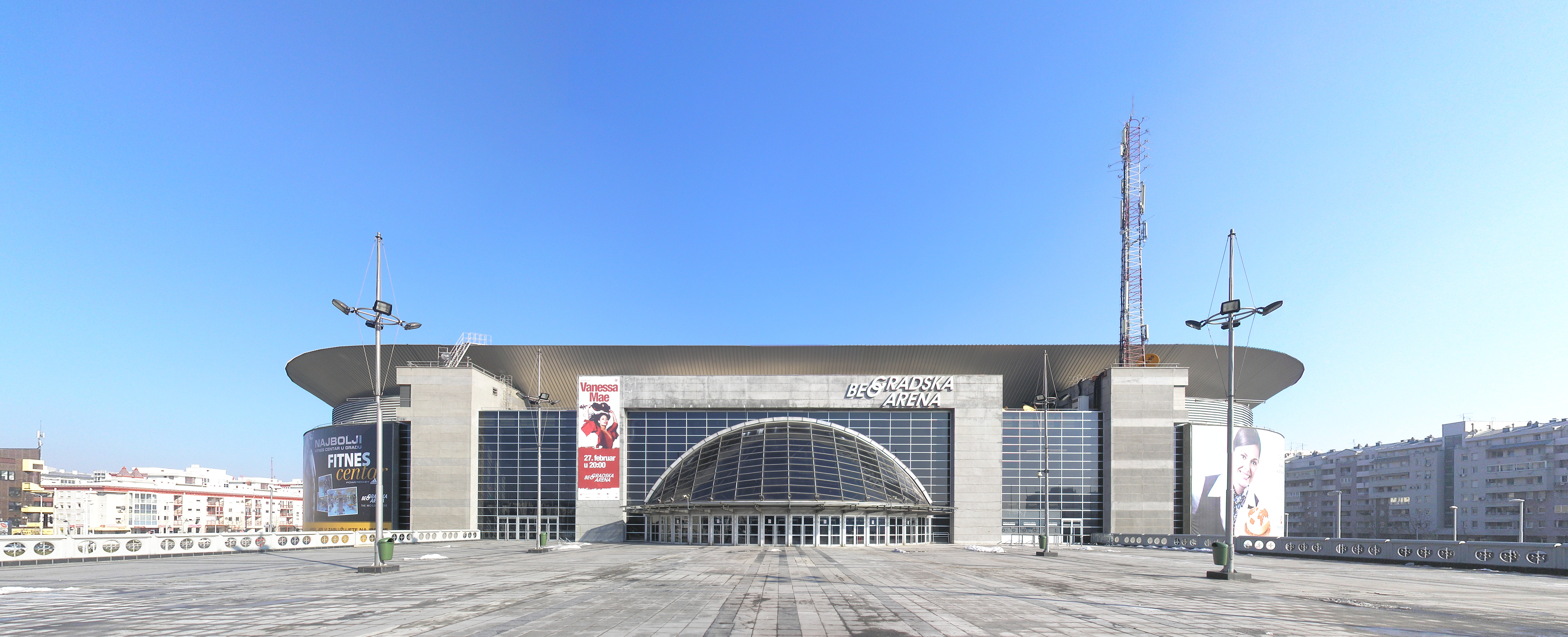
Bělehrad - Štark Arena
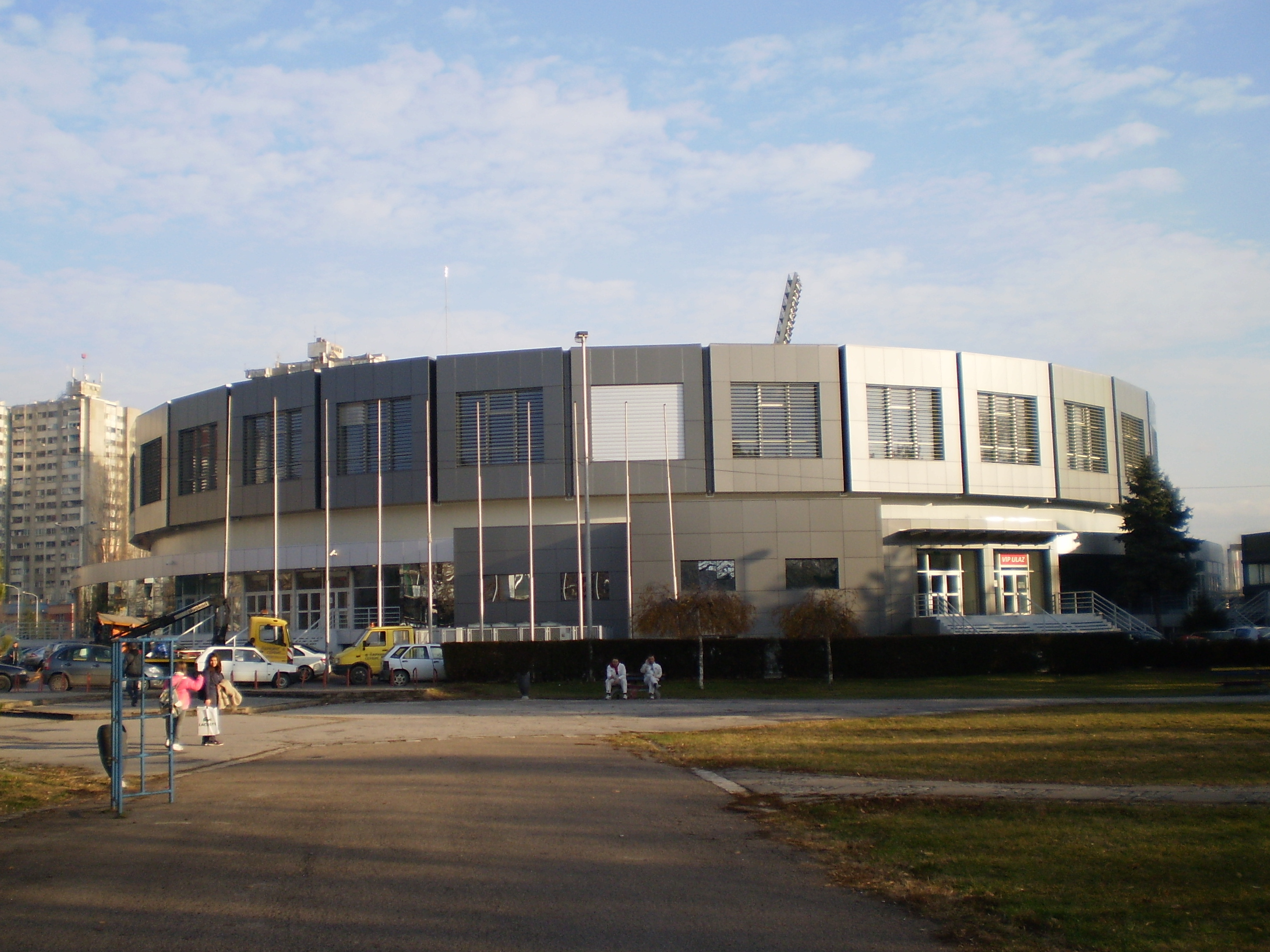
Niš - Čair Sports Center
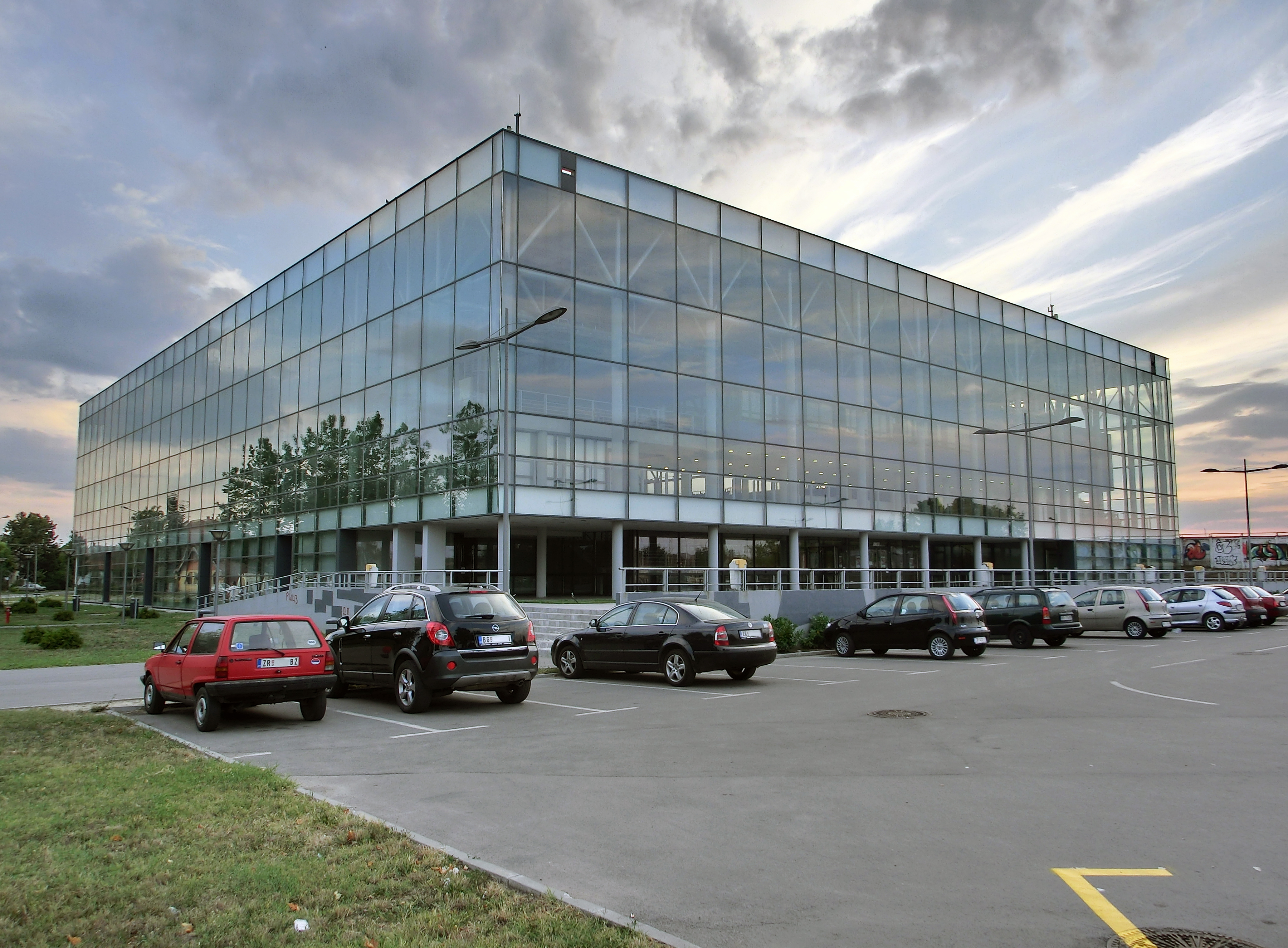
Zrenjanin - Crystal Hall
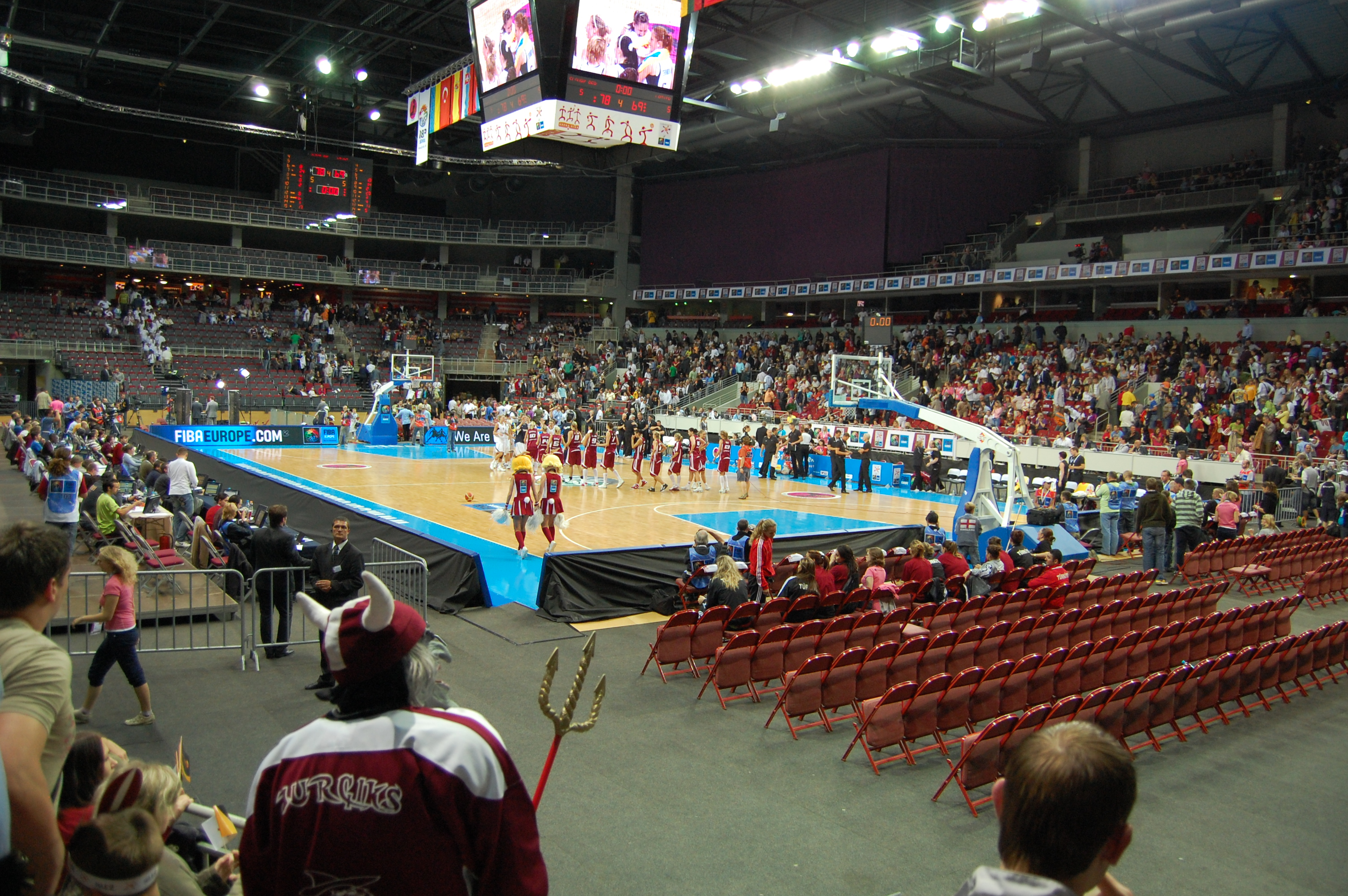
Riga - Aréna Riga

## Základní skupiny

### Skupina A
| Poř. | Tým                | Z | V | P | VB  | OB  | +/- | B | Výsledek              |
| ---- | ------------------ | - | - | - | --- | --- | --- | - | --------------------- |
| 1.   | Španělsko          | 3 | 3 | 0 | 221 | 192 | +29 | 6 | postup do čtvrtfinále |
| 2.   | Spojené království | 3 | 2 | 1 | 201 | 181 | +20 | 5 | zápas o čtvrtfinále   |
| 3.   | Lotyšsko           | 3 | 1 | 2 | 198 | 207 | −9  | 4 | zápas o čtvrtfinále   |
| 4.   | Ukrajina           | 3 | 0 | 3 | 205 | 245 | −40 | 3 | vyřazení              |

### Skupina B
| Poř. | Tým        | Z | V | P | VB  | OB  | +/- | B | Výsledek              |
| ---- | ---------- | - | - | - | --- | --- | --- | - | --------------------- |
| 1.   | Francie    | 3 | 3 | 0 | 233 | 179 | +54 | 6 | postup do čtvrtfinále |
| 2.   | Švédsko    | 3 | 1 | 2 | 196 | 193 | +3  | 4 | zápas o čtvrtfinále   |
| 3.   | Černá Hora | 3 | 1 | 2 | 174 | 212 | −38 | 4 | zápas o čtvrtfinále   |
| 4.   | Česko      | 3 | 1 | 2 | 189 | 208 | −19 | 4 | vyřazení              |

### Skupina C
| Poř. | Tým       | Z | V | P | VB  | OB  | +/- | B | Výsledek              |
| ---- | --------- | - | - | - | --- | --- | --- | - | --------------------- |
| 1.   | Maďarsko  | 3 | 2 | 1 | 205 | 194 | +11 | 5 | postup do čtvrtfinále |
| 2.   | Itálie    | 3 | 2 | 1 | 183 | 170 | +13 | 5 | zápas o čtvrtfinále   |
| 3.   | Slovinsko | 3 | 1 | 2 | 203 | 218 | −15 | 4 | zápas o čtvrtfinále   |
| 4.   | Turecko   | 3 | 1 | 2 | 168 | 177 | −9  | 4 | vyřazení              |

### Skupina D
| Poř. | Tým       | Z | V | P | VB  | OB  | +/- | B | Výsledek              |
| ---- | --------- | - | - | - | --- | --- | --- | - | --------------------- |
| 1.   | Srbsko    | 3 | 3 | 0 | 202 | 182 | +20 | 6 | postup do čtvrtfinále |
| 2.   | Belgie    | 3 | 1 | 2 | 194 | 193 | +1  | 4 | zápas o čtvrtfinále   |
| 3.   | Rusko     | 3 | 1 | 2 | 193 | 206 | −13 | 4 | zápas o čtvrtfinále   |
| 4.   | Bělorusko | 3 | 1 | 2 | 184 | 192 | −8  | 4 | vyřazení              |

### Play off

#### Kvalifikace o čtvrtfinále
| 1. června 2019 | Zpráva | Švédsko                                        | 77 – 62 | Lotyšsko |  | Aréna Riga Riga |
| 1. června 2019 | Zpráva | Skóre po čtvrtinách: 23–14, 22–9, 14–17, 18–22 |         |          |  | Aréna Riga Riga |

| 1. června 2019 | Zpráva | Spojené království                              | 92 – 71 | Černá Hora |  | Aréna Riga Riga |
| 1. června 2019 | Zpráva | Skóre po čtvrtinách: 22–14, 22–27, 25–19, 23–11 |         |            |  | Aréna Riga Riga |

| 2. června 2019 | Zpráva | Belgie                                          | 72 – 67 | Slovinsko |  | Štark Arena Bělehrad |
| 2. června 2019 | Zpráva | Skóre po čtvrtinách: 10–20, 24–12, 19–19, 19–16 |         |           |  | Štark Arena Bělehrad |

| 2. června 2019 | Zpráva | Itálie                                         | 54 – 63 | Rusko |  | Štark Arena Bělehrad |
| 2. června 2019 | Zpráva | Skóre po čtvrtinách: 17–17, 16–12, 12–18, 9–16 |         |       |  | Štark Arena Bělehrad |

#### Čtvrtfinále
| 4. června 2019 | Zpráva | Maďarsko                                       | 59 – 62 | Spojené království |  | Štark Arena Bělehrad |
| 4. června 2019 | Zpráva | Skóre po čtvrtinách: 13–15, 9–17, 16–16, 21–14 |         |                    |  | Štark Arena Bělehrad |

| 4. června 2019 | Zpráva | Španělsko                                      | 78 – 54 | Rusko |  | Štark Arena Bělehrad |
| 4. června 2019 | Zpráva | Skóre po čtvrtinách: 19–16, 25–12, 17–17, 17–9 |         |       |  | Štark Arena Bělehrad |

| 4. června 2019 | Zpráva | Francie                                                   | 84 – 80 PP | Belgie |  | Štark Arena Bělehrad |
| 4. června 2019 | Zpráva | Skóre po čtvrtinách: 27–16, 8–16, 19–22, 14–14, PP: 16–12 |            |        |  | Štark Arena Bělehrad |

| 4. června 2019 | Zpráva | Srbsko                                         | 87 – 49 | Švédsko |  | Štark Arena Bělehrad |
| 4. června 2019 | Zpráva | Skóre po čtvrtinách: 21–12, 22–9, 21–12, 23–16 |         |         |  | Štark Arena Bělehrad |

#### Semifinále
| 6. června 2019 | Zpráva | Francie                                         | 63 – 56 | Spojené království |  | Štark Arena Bělehrad |
| 6. června 2019 | Zpráva | Skóre po čtvrtinách: 12–16, 22–18, 18–12, 11–10 |         |                    |  | Štark Arena Bělehrad |

| 6. června 2019 | Zpráva | Španělsko                                       | 71 – 66 | Srbsko |  | Štark Arena Bělehrad |
| 6. června 2019 | Zpráva | Skóre po čtvrtinách: 21–11, 16–19, 21–20, 13–16 |         |        |  | Štark Arena Bělehrad |

#### O 3. místo
| xx. června 2019 | Zpráva | Srbsko                                         | 81 – 55 | Spojené království |  | Štark Arena Bělehrad |
| xx. června 2019 | Zpráva | Skóre po čtvrtinách: 25–16, 15–17, 21–6, 20–16 |         |                    |  | Štark Arena Bělehrad |

#### Finále
| 7. června 2019 | Zpráva | Španělsko                                       | 86 – 66 | Francie |  | Štark Arena Bělehrad |
| 7. června 2019 | Zpráva | Skóre po čtvrtinách: 32–21, 18–15, 20–20, 16–10 |         |         |  | Štark Arena Bělehrad |

## Konečné pořadí
| Poř.             | Tým                |
| ---------------- | ------------------ |
| Zlatá medaile    | Španělsko          |
| Stříbrná medaile | Francie            |
| Bronzová medaile | Srbsko             |
| 4.               | Spojené království |
| 5.               | Belgie             |
| 6.               | Švédsko            |
| 7.               | Maďarsko           |
| 8.               | Rusko              |
| 9.               | Itálie             |
| 10.              | Slovinsko          |
| 11.              | Lotyšsko           |
| 12.              | Černá Hora         |
| 13.              | Bělorusko          |
| 14.              | Turecko            |
| 15.              | Česko              |
| 16.              | Ukrajina           |